# 12. junij
12. junij je 163. dan leta (164. v prestopnih letih) v gregorijanskem koledarju. Ostajata še 202 dneva.

## Dogodki
- 1240 – začne se Pariški disput, razprava o protikrščanski vsebini Talmuda
- 1442 – Alfonz V. okronan za neapeljskega kralja
- 1653 – začetek Gabbardske bitke med Anglijo in Nizozemsko
- 1683 – Turki začno oblegati Dunaj
- 1773 – dvorna pisarna na Dunaju izda odlok, naj se v Ljubljani ustanovi šolska komisija in se na Kumerdejevo pobudo ustanovi normalka (osnovna šola)
- 1812 – začetek Napoleonove invazije na Rusijo
- 1839 – v ZDA odigrajo prvo bejzbolsko tekmo
- 1849 – Lewis P. Haslett patentira plinsko masko
- 1870 – tabor v Cerknici
- 1889 – železniška nesreča v Armaghu (Severna Irska) zahteva 88 smrtnih žrtev
- 1897 – Carl Elsener patentira švicarski vojaški nož
- 1898 – Filipini razglasijo neodvisnost
- 1901 – Kuba sprejme Plattovo dopolnilo, s katerim postane ameriški protektorat
- 1918 – Američani izvedejo prvo letalsko bombardiranje v Franciji
- 1926 – Brazilija iz protesta zaradi sprejema Nemčije izstopi iz Društva narodov
- 1927 – razpuščena vsa slovenska in hrvaška društva v Italiji
- 1935 – konec vojne v Chacu med Bolivijo in Paragvajem
- 1940:
  - 54.000 britanskih in francoskih vojakov se v kraju St. Valery-en-Caux vda nemškemu maršalu Erwinu Rommlu
  - Japonska in Tajska podpišeta pakt o prijateljstvu
- 1941 – države Commonwealtha, Svobodna Francija, Belgija, Nizozemska, Poljska, Grčija, Češkoslovaška in Jugoslavija podpišejo izjavo o medsebojni pomoči
- 1942 – Ana Frank za 13. rojstni dan dobi dnevnik
- 1944:
  - Mao Dzedung obljubi podporo Čang Kajšku v boju proti Japonski
  - VII. korpus poruši Štampetov most
- 1945 – Tržaška pokrajina razdeljena na coni A in B
- 1964 – Rolihlahla »Nelson« Mandela obsojen na dosmrtno zaporno kazen
- 1967:
  - ameriško ustavno sodišče razglasi državne zakone, ki prepovedujejo poroke med pripadniki različnih ras, za neustavne
  - izstreljena Venera 4, prvo vesoljsko plovilo, ki vstopi v atmosfero drugega planeta
- 1982 – v New Yorku 750.000 ljudi protestira proti jedrskemu orožju
- 1985 – ZDA odobrijo 27 milijonov dolarjev gibanju Contras v Nikaragvi
- 1986 – Republika Južna Afrika razglasi stanje pripravljenosti, varnostne sile dobijo skoraj neomejena pooblastila, uvede se cenzura medijev
- 1987:
  - predsednik Srednjeafriške republike Jean-Bedel Bokassa obsojen na smrt
  - Ronald Reagan pozove Mihaila Gorbačova, naj podre Berlinski zid
- 1990 – parlament Ruske federacije formalno razglasi suverenost
- 1991:
  - Boris Nikolajevič Jelcin izvoljen za ruskega predsednika
  - v Torontu se začno pogovori o ustanovitvi območja proste trgovine NAFTA
- 1992 – Boris Jelcin v pismu ameriškemu senatu prizna, da je Sovjetska zveza na začetku hladne vojne sestrelila 9 ameriških letal in zajela 12 preživelih Američanov
- 1999 – enote KFOR-ja prispejo na Kosovo

## Rojstva
- 949 – cesar Reizei, 63. japonski cesar († 1011)
- 1107 – cesar Gaozong, dinastija Song († 1187)
- 1161 – Konstanca Bretonska, vojvodinja († 1201)
- 1301 – Ibn Fadlalah al-Umari, arabski zgodovinar († 1349)
- 1519 – Cosimo I. de' Medici, italijanski (florentinski) knez († 1574)
- 1577 – Paul Guldin, švicarski matematik, astronom († 1643)
- 1802 – Harriet Martineau, angleška sociologinja, ekonomistka in filozofinja († 1876)
- 1817 – Lothar von Faber, nemški podjetnik († 1896)
- 1827 – Johanna Spyri, švicarska pisateljica († 1901)
- 1828 – Luiza Pesjakova, slovenska pisateljica († 1898)
- 1843 – sir David Gill, škotski astronom († 1914)
- 1881 – Gvidon Birolla, slovenski slikar († 1963)
- 1890 – Egon Schiele, avstrijski slikar († 1918)
- 1892 – Djuna Barnes, ameriška pisateljica († 1982)
- 1900 – Erik Eiselt, slovenski agronom († 1975)
- 1908 – Otto Skorzeny, nemški polkovnik († 1975)
- 1911 – Milovan Đilas, črnogorski politik, disident († 1995)
- 1924 – George Herbert Walker Bush, ameriški predsednik († 2018)
- 1929:
  - Ana Frank, judovsko-nemška pisateljica († 1945)
  - Brigid Antonia Brophy, angleška pisateljica († 1995)
- 1931 – Rona Jaffe, ameriška pisateljica († 2005)
- 1939 – Andrej Jarc, slovenski pianist in pedagog († 2020)
- 1941 – Chick Corea, ameriški pianist († 2021)
- 1962 – Jordan Peterson, kanadski klinični psiholog
- 1998 – Attila Valter, madžarski cestni kolesar

## Smrti
- 1253 – Bonifacij II. Montferraški, markiz, titularni solunski kralj (* 1202)
- 1266 – Henrik II., knez Anhalt-Ascherslebena (* 1215)
- 1816 – Pierre François Charles Augereau, maršal Francoskega cesarstva (* 1757)
- 1869 – Anton Lavrin, slovenski diplomat in egiptolog (* 1789)
- 1900 – Jean Frédéric Frenet, francoski matematik, astronom, meteorolog (* 1816)
- 1912: 
  - Ferdinand Zirkel, nemški geolog (* 1838)
  - Frédéric Passy, francoski politik, mirovnik, ekonomist, nobelovec (*1822)
- 1917 – Maria Teresa Carreño, venezuelska pianistka (* 1853)
- 1963 – Medgar Evers, ameriški aktivist (* 1925)
- 1966 – Hermann Scherchen, nemški dirigent (* 1891)
- 1993 – Ivan Potrč, slovenski pisatelj (*1913)
- 2003 – Gregory Peck, ameriški filmski igralec (* 1916)
- 2006 – György Ligeti, madžarsko-avstrijski skladatelj (* 1923)
- Mark Urbančič

## Prazniki in obredi
- Filipini – dan neodvisnosti
- Rusija – dan Rusije